# Мирное (Витовский район)
Мирное (укр. Мирне) — село в Витовском районе Николаевской области Украины.
Основано в 1991 году. Население по переписи 2001 года составляло 719 человек. Почтовый индекс — 57263. Телефонный код — 512.

## Местный совет
57200, Николаевская обл., Витовский р-н, с. Мирное, ул. Зелёная, 22, тел.: 68-02-49